# George Friedrichs
George Shelby „Buddy“ Friedrichs junior (* 15. Februar 1940 in New Orleans; † 20. März 1991 in Metairie) war ein US-amerikanischer Segler.

## Erfolge
George Friedrichs, der für den Southern Yacht Club segelte, nahm an den Olympischen Spielen 1968 in Mexiko-Stadt in der Bootsklasse Drachen teil. Gemeinsam mit Barton Jahncke und Gerald Schreck wurde er Olympiasieger vor dem von Aage Birch angeführten dänischen Boot sowie dem Boot aus der DDR mit Skipper Paul Borowski. In sieben Wettfahrten gelangen ihnen gleich vier Siege und zwei zweite Plätze, weshalb sie die Regatta bei einem Streichergebnis, dem sechsten Platz in der zweiten Wettfahrt, mit lediglich sechs Gesamtpunkten auf dem ersten Rang beendeten. Im Vorjahr hatten Friedrichs, Jahncke und Schreck bereits die Weltmeisterschaften in Toronto gewonnen. Zudem wurde Friedrichs von 1965 bis 1967 und nochmals 1970 nordamerikanischer Meister im Drachen sowie 1965 kanadischer Meister und 1966 Europameister.
Friedrichs studierte an der Tulane University und arbeitete als Investmentbanker in einer Firma, die sein Vater mitbegründet hatte.